# Amphipneustes lorioli
Amphipneustes lorioli is een zee-egel uit de onderorde Paleopneustina. Voor de taxonomische positie, zie onder het geslacht.
De wetenschappelijke naam van de soort werd in 1901 gepubliceerd door René Koehler.